# Danala lilacina
Danala lilacina är en fjärilsart som beskrevs av Alfred Ernest Wileman 1915. Danala lilacina ingår i släktet Danala och familjen mätare. Inga underarter finns listade i Catalogue of Life.